# Арсенал (женский футбольный клуб, Харьков)
«Арсенал» (укр. український жіночий футбольний клуб «Арсенал» Харків) — украинский женский футбольный клуб из города Харьков. Команда основана в 1998 году под названием «Харьковчанка». В 1999 году клуб не успел заявиться в Чемпионат Украины по футболу среди женщин.

## Названия клуба
- 1998—2002 — «Харьковчанка»
- 2002 (второй круг) —  «Харьков»
- 2003 — «Харьков-Кондиционер»
- 2004 — «Металлист»
- 2005 — «Арсенал»

Бенефициарным владельцем выступал Виталий Данилов.
В 2005 году женский футбольный коллектив «Арсенал» распался и 11 игроков из его состава перешли в новый клуб «Жилстрой-1».

## Достижения

### Командные
Чемпионат Украины:
- Чемпион (2): 2003, 2004
- Вице-чемпион (2): 2002, 2005

Кубок Украины:
- Победитель (2): 2003, 2004
- Финалист (2): 2002, 2005

Международные турниры:
- Кубок УЕФА (2-е место в групповом квалификационной раунде): 2004, 2005
- Дружба-2003  — 2 место[1][2]
- Кубанская весна 2004  — 2 место
- Кубанская весна 2003  — 4 место

### Матчевые
- самая крупная победа над «AEK Коккинохорион»el 20:0
- самое крупное поражение от «Львовянка ЛЛГЗ»[3] (Львов) 0:6

## Выступления в турнирах

### национальные соревнования
| Сезон | Турниры           | Турниры | Турниры | Турниры | Турниры | Турниры | Турниры | Турниры | Турниры | Турниры | Турниры | Кубок страны  | Источники |
| Сезон | соревнование      | лига    | зона    | место   | И       | В       | Н       | П       | МЗ      | МП      | О       | Кубок страны  | Источники |
| ----- | ----------------- | ------- | ------- | ------- | ------- | ------- | ------- | ------- | ------- | ------- | ------- | ------------- | --------- |
| 2000  | Чемпионат Украины | высшая  | зона А  | 4 из 4  | 3       | 0       | 0       | 3       | 2       | 11      | 0       | не участвовал |           |
| 2001  | Чемпионат Украины | высшая  | Восток  | 4 из 4  | 6       | 0       | 0       | 6       | 7       | 27      | 0       | не участвовал |           |
| 2002  | Чемпионат Украины | высшая  | Восток  | 2 из 4  | 5       | 3       | 0       | 2       | 13      | 12      | 9       | финалист      |           |
| 2002  | Чемпионат Украины | высшая  | финал   | из 3    | 4       | 1       | 1       | 2       | 4       | 7       | 4       | финалист      |           |
| 2003  | Чемпионат Украины | высшая  | —       | из 7    | 12      | 11      | 1       | 0       | 90      | 4       | 34      | победитель    |           |
| 2004  | Чемпионат Украины | высшая  | —       | из 9    | 14      | 12      | 2       | 0       | 81      | 4       | 38      | победитель    | [ 4 ]     |
| 2005  | Чемпионат Украины | высшая  | —       | из 9    | 16      | 14      | 1       | 1       | 85      | 5       | 43      | финалист      | [ 5 ]     |

### выступления в Кубке УЕФА
| Сезон   | Турнир     | Раунд            | Дата       | Соперник            | Счёт |
| ------- | ---------- | ---------------- | ---------- | ------------------- | ---- |
| 2004/05 | Кубок УЕФА | квалификационный | 20.07.2004 | Клаксвикen          | 2:1  |
| 2004/05 | Кубок УЕФА | квалификационный | 22.07.2004 | Кардиффen           | 8:1  |
| 2004/05 | Кубок УЕФА | квалификационный | 24.07.2004 | АЗС Вроцлавen       | 0:2  |
| 2006/06 | Кубок УЕФА | квалификационный | 09.08.2005 | АЗС Вроцлавen       | 0:5  |
| 2006/06 | Кубок УЕФА | квалификационный | 11.08.2005 | Маккабиen           | 8:1  |
| 2006/06 | Кубок УЕФА | квалификационный | 13.08.2005 | AEK Коккинохорионel | 20:0 |

## Известные игроки
| игроки перешедшие в клуб «Жилстрой-1» | игроки покинувшие Харьков |
| ------------------------------------- | ------------------------- |
| Виктория Бажанuk                      | Светлана Ванюшкина        |
| Юлия Ващенко                          | Ирина Василюк             |
| Елена Головкоuk                       | Наталья Жданова           |
| Вера Дятел                            | Раймонда Кудите           |
| Марина Масальская                     | Татьяна Ознобихинаuk      |
| Галина Михайленкоuk                   | Людмила Пекур             |
| Наталья Сухорукова                    | Светлана Фришко           |
| Инесса Титова                         |                           |